# Lancia huarmellus
Lancia huarmellus là một loài bướm đêm trong họ Crambidae.